# Juni 2016
Dit artikel geeft een chronologisch overzicht van de belangrijkste gebeurtenissen per dag in de maand juni in het jaar 2016.

## Gebeurtenissen

### 1 juni
- In Zwitserland wordt de Gotthard-basistunnel geopend. Deze is met 57 km de langste tunnel ter wereld.

### 3 juni
- In de Parijse voorstad Villeneuve-Saint-Georges worden bewoners door het leger geëvacueerd wegens het aanhoudende noodweer, nadat president Hollande gisteren al voor delen van Frankrijk vanwege het weer de noodtoestand heeft afgekondigd.
- De Griekse havenpolitie redt voor de kust van Kreta 250 migranten die schipbreuk hebben geleden. Een onbekend aantal drenkelingen wordt nog vermist.

### 5 juni
- Bij een botsing tussen een goederentrein en een passagierstrein in Saint-Georges-sur-Meuse in de Belgische provincie Luik vallen drie doden en negen gewonden.[1]

### 7 juni
- Overstromingen ten gevolge van hevige regenval in België kosten vier mensen het leven.[2]
- De Europese Centrale Bank begint met het opkopen van bedrijfsobligaties.
- Bij een aanslag op een bus vol politiemensen in Istanboel nabij het toeristische centrum vallen zeker elf doden en tientallen gewonden. De militante Koerdische groepering TAK eist de verantwoordelijkheid voor de aanslag op.[3]

### 8 juni
- De Democratische presidentskandidate Hillary Clinton wint de voorverkiezingen in de staten New Mexico, New Jersey, South Dakota en Californië en heeft daarmee voldoende gedelegeerden achter zich om zeker te zijn van de Democratische kandidatuur voor het presidentschap. Haar rivaal Bernie Sanders wint in Montana en North Dakota.[4][5]
- In een uitgaanscentrum van de Israëlische stad Tel Aviv openen twee terroristen het vuur op bezoekers. Vier mensen komen om het leven en minstens 5 mensen raken gewond. De twee schutters worden door de politie overmeesterd. Volgens een woordvoerder gaat het om Palestijnen uit een dorp bij Hebron op de Westelijke Jordaanoever.

### 9 juni
- De krijgsraad in Suriname bepaalt dat de amnestiewet van 2012 niet rechtsgeldig is. Hierdoor wordt het proces tegen de verdachten van Decembermoorden op 30 juni aanstaande hervat.

### 10 juni
- In Antwerpen wordt de grootste sluis ter wereld qua volume, de Kieldrechtsluis, officieel geopend.
- De Belgische reactor Tihange 2 ligt tot 12 juni stil wegens een storing.[6]
- Uit onderzoek van de EU-waakhond Europees Milieuagentschap blijkt dat België, Duitsland, Denemarken, Finland, Frankrijk, Ierland, Luxemburg, Nederland, Oostenrijk en Spanje de EU-normen voor de uitstoot van ammoniak overschrijden.
- De Amerikaanse zangeres en vlogster Christina Grimmie wordt na een concert in Orlando doodgeschoten.

### 11 juni
- Krachtens de nieuwe mayonaisewet wordt het vetpercentage van de Belgische mayonaise teruggebracht van 80 naar 70 procent. Ook wordt volgens de wet het eigeel-gehalte teruggebracht van 7,5 naar 5 procent.[7]

### 12 juni
- Bij een gijzeling en schietpartij in een homobar in de Amerikaanse stad Orlando vallen vijftig doden, onder wie de schutter. Het is de dodelijkste schietpartij ooit in de Verenigde Staten. (Lees verder)
- Uit een CIA-rapport komt naar voren dat Saoedi-Arabië geen enkele blaam treft voor de aanslagen op 11 september 2001 in de Verenigde Staten.[8]

### 13 juni
- Het Amerikaanse softwareconcern Microsoft neemt het online sociaal netwerk LinkedIn over.

### 15 juni
- De Amerikaanse presidentskandidate Hillary Clinton wint de laatste voorverkiezing bij de Democraten in de hoofdstad Washington D.C.[9]
- Wetenschappers nemen zwaartekrachtgolven weer waar, hetgeen de relativiteitstheorie van Albert Einstein bevestigt.[10]
- Naast Australië kampt ook Nieuw-Zeeland met tekort aan avocado's.[11]
- Egypte meldt de vondst van grote wrakstukken van de neergestorte Airbus A320 van EgyptAir die op 19 mei van de radar verdween.[12]

### 16 juni
- De 41-jarige Labour-politica Jo Cox, die campagne voerde tegen een Brexit, wordt in Birstall, West Yorkshire, op straat neergeschoten en neergestoken. Ze overlijdt korte tijd later.
- Het Egyptische onderzoeksteam meldt dat de cockpitvoicerecorder van de enkele weken geleden neergestorte vlucht MS804 is gevonden, nadat gisteren ook al grote wrakstukken uit zee zijn gevist.
- Rusland kondigt een 48 uur durend staakt-het-vuren in de Syrische stad Aleppo aan. De wapenstilstand gaat om 00:01 uur plaatselijke tijd in.
- Philadelphia stelt als eerste grote Amerikaanse stad een belasting op frisdrank in.[13]
- Op het Italiaanse eiland Sicilië breken er hevige bosbranden uit.
- Zuid-Californië wordt geteisterd door bosbranden.

### 17 juni
- De Braziliaanse minister van Toerisme Henrique Eduardo Alves stapt op omdat hij verdacht wordt van het ontvangen van steekpenningen in de corruptiezaak rond het staatsolieconcern Petrobras. Hierdoor verliest het kabinet Temer een derde minister in een maand tijd.[14]
- Griekenland voldoet aan de vooraf gestelde EU-voorwaarden en krijgt een twee tranche van 7,5 miljard euro uit Europese noodfonds ESM.[15]
- De Egyptische autoriteiten melden de vondst van de tweede zwarte doos van de Airbus A320 van EgyptAir die op 19 mei van de radar verdween.[16]
- De internationale atletiekfederatie IAAF handhaaft de voorlopige schorsing van de Russische atletiekbond. Hierdoor worden Russische atleten uitgesloten van deelname aan de EK atletiek in Amsterdam en aan de Olympische Spelen in Rio de Janeiro.[17]
- De Gay Pride in de Turkse stad Istanboel is dit jaar afgelast wegens veiligheidsredenen.

### 18 juni
- De gouverneur van Rio de Janeiro roept de financiële noodtoestand uit in de staat vanwege door de recessie in Brazilië veroorzaakte financiële tekorten.[18]
- De ramadanpolitie in Indonesië ontruimt en sluit een eethuis wegens het verkopen van voedsel tijdens de vastentijd.

### 19 juni
- In het Verenigd Koninkrijk worden de Brexitcampagnes hervat, na vanwege de moord op Jo Cox enkele dagen te zijn stilgelegd.
- Overstromingen en aardverschuivingen als gevolg van hevige regenval kosten aan zeker 24 mensen het leven op het Indonesische eiland Java.
- Drie kinderen verdrinken in een meer bij het Duitse Neukirchen.
- Turkse grenswachters schieten acht Syrische vluchtelingen, onder wie vrouwen en kinderen, dood. Dat meldt het Syrisch Observatorium voor de Mensenrechten.
- Tienduizenden inwoners van het Japanse eiland Okinawa gaan de straat op om de sluiting van de Amerikaanse militaire basis te eisen.
- Veertien mensen, onder wie dertien kinderen, verdrinken in een Russisch meer.

### 20 juni
- Bij botsingen tussen leraren en de oproerpolitie in de Mexicaanse staat Oaxaca vallen zeker drie doden en tientallen gewonden. De leraren protesteren tegen hervormingen van het onderwijs die de regering van het land wil doorvoeren.
- Bij een zelfmoordaanslag in de Afghaanse hoofdstad Kabul vallen veertien doden en acht gewonden. Terreurgroep Taliban eist de verantwoordelijkheid voor de aanslag op.
- Virginia Raggi wint de burgemeesterverkiezingen in Rome. Met Raggi krijgt de Italiaanse hoofdstad voor het eerste een vrouwelijke burgemeester.
- De Belgische minister van Werk, Economie en Consumenten Peeters verbiedt Missverkiezingen voor kinderen.
- De Nepalese politie pakt 36 nep-artsen op.

### 21 juni
- Een hittegolf in het zuidwesten van de Verenigde Staten kost aan vier mensen het leven.
- De Amerikaanse Senaat stemt tegen een verscherping van de wapenwetgeving.
- Bij een bomaanslag bij een vluchtelingenkamp aan de Jordaans-Syrische grens komen zeker zes grensbewakers om het leven.
- Het Internationaal Olympisch Comité besluit Russische atleten die aantoonbaar geen doping hebben gebruikt wel te laten deelnemen aan de Olympische Spelen in Rio de Janeiro.

### 22 juni
- Noord-Korea lanceert twee middellangeafstandsraketten.
- De Braziliaanse overheid komt de staat Rio de Janeiro tegemoet met omgerekend zo'n 750 miljoen euro aan noodsteun.
- Bliksem en hevige regenval eisen meer dan zeventig doden in India.
- De Europese Unie gaat akkoord met het plan van de Europese Commissie om een Europese grens- en kustwacht op te richten.
- De Colombiaanse regering en de linkse guerrillabeweging FARC bereiken in Havana een akkoord over een definitief wederzijds staakt-het-vuren.

### 23 juni
- België en Nederland tekenen een akkoord over een grenscorrectie. Hiermee krijgt Nederland 15 hectare Belgisch grondgebied.
- Britse stemgerechtigden kunnen stemmen voor referendum over het EU-lidmaatschap van het Verenigd Koninkrijk.
- Een tornado eist aan meer dan zeventig mensen het leven in het oosten van China.
- De Duitse politie maakt een einde aan een gijzeling in een bioscoop in de gemeente Viernheim. Hierbij komt de gijzelnemer om het leven.
- Het Amerikaanse Federale Hooggerechtshof blokkeert het plan van president Obama om een groep van vijf miljoen illegale immigranten in aanmerking te laten komen voor een tijdelijke werkvergunning.

### 24 juni
- 52% van de Britse stemgerechtigden kiest in een referendum voor een Brexit, een uittreden (op termijn) van het Verenigd Koninkrijk uit de Europese Unie conform artikel 50 van het Verdrag van Lissabon. Naar aanleiding van de uitslag kondigt premier Cameron zijn aftreden aan.
- Het Nederlands kabinet besluit de gaswinning in de provincie Groningen de komende vijf jaar terug te schroeven van 27 naar 24 miljard kubieke meter per jaar.
- De Amerikaanse staat West Virginia kampt met de ergste overstromingen in honderd jaar, nadat er veel regen is gevallen. De overvloedige regenval eiste aan veertien mensen het leven.
- Bij reddingsoperaties op de Middellandse Zee door onder andere EU-grensbewakingsorganisatie Frontex, de Italiaanse kustwacht en Artsen zonder Grenzen worden meer dan 2000 bootvluchtelingen gered.

### 25 juni
- Zeker twee mensen komen om door hevige bosbranden in de Amerikaanse staat Californië.
- Tijdens een bezoek aan Armenië noemt paus Franciscus de gruwelijkheden van Turken tegen minderheden zoals Armeniërs die begaan zijn in het Ottomaanse Rijk genocide.

### 26 juni
- De tornado die op 23 juni over de Oost-Chinese provincie Jiangsu trok heeft voor zover nu bekend 99 levens geëist, naast 846 gewonden. Er is ook veel materiële schade.
- Het Iraakse leger meldt nu ook de laatste wijk van Falluja te hebben heroverd op IS, na vijf weken strijd.

### 27 juni
- Nadat in Spanje voor de tweede keer in een half jaar parlementsverkiezingen zijn gehouden, heeft de Partido Popular van Rajoy lichte winst geboekt.

### 28 juni
- Bij een aanslag op de luchthaven Istanboel Atatürk, de belangrijkste internationale luchthaven van Turkije, vallen meer dan 40 doden. De luchthaven wordt enige tijd ontruimd. Er zijn aanwijzingen dat IS achter de aanslag zit.[19]

### 29 juni
- De laatste vrije zetel in de Veiligheidsraad van de Verenigde Naties is verdeeld tussen Italië en Nederland. Beide landen zullen de zetel nu een jaar bekleden, in respectievelijk 2017 en 2018.

## Overleden
<< · januari · februari · maart · april · mei · juni · juli · augustus · september · oktober · november · december · >>